# Aline Duran
Aline Duran, född 1982, är en sångerska och låtskrivare från São Paulo i Brasilien, tidigt i sin karriär inriktad på jamaicansk musik, särskilt reggae och ska. Hon påbörjade sin musikaliska karriär 2003 genom att delta i olika shower och kulturevenemang i hemstaden, till exempel Grito Cultural (Cultural Cry). Hon spelade också, kompad av ett band, på musikfestivaler, som Humaitá Pra Peixe i Rio de Janeiro och Gas Festival. Även om reggae är en karibisk musik med sitt upphov på Jamaica, där 1960-talets musiker och sångare influerades av svarta musiker i USA, har Brasilien, med band som Anti-Babylon, Djambi, Dona Roots och Gilberto Gil med flera.,  många festivaler.  och TV-shower enbart inriktade på reggae, den största reggaescenen i Amerika (Nord- och Syd). 
År 2007 gjorde Aline Duran sin första utlandsturné, med början i Argentina på festivalen Dynamic Reggae Soundclash, där hon blev den populäraste representanten för Brasilien. Efter detta följde turnéer i andra latinamerikanska länder. År 2008 släppte hon sitt debutalbum, vilket marknadsfördes 2009  i hela Brasilien under en turné där jamaicanerna Don Carlos och Apple Gabriel (från Israel Vibration) genomförde konserter tillsammans med henne.

## Diskografi
- 2008 – Novo Dia (New Day) - Deckdisc

Låtar
1. Bem-Vindo à Selva (Duran) 3:04
2. E Com Você (Duran) 3:51
3. Olhar Pro Sol (Duran) 4:29
4. Reggae Pra Agradecer (Duran) 3:31
5. Novo Dia (Duran) 3:37
6. Eu Vou Lá (Duran) 4:21
7. Pra Quem Jah Olha (Black Alien, Duran) 4:18
8. Você Aqui (Duran, Gates) 3:47
9. Terça a Segunda (Duran) 3:13
10. Depois de Amanhà (Duran) 3:00
11. Sentir a Vibe (Duran) 4:38